# 亚氨基亚锗
亚氨基亚锗是一种无机化合物，化学式为GeNH。它是亮黄色的粉末，难溶于液氨，可以和水反应。可以被空气、硝酸之类的氧化剂氧化。

## 制备
亚氨基亚锗可由二碘化锗在液氨中反应得到：
GeI2 + 3NH3 → GeNH + 2NH4I

## 性质
亚氨基亚锗在300 °C真空中按下式分解：
3 GeNH → Ge3N2 + NH3
它也可以水解，生成氢氧化亚锗并放出氨气：
GeNH + 2 H2O → Ge(OH)2 + NH3